# Garoowe
Garoowe er en by i den nordlige del af Somalia, med et indbyggertal på cirka 51.000. Byen ligger i den autonome republik Puntland, hvor den huser både parlaments- og præsidentbygning.
8°24′N 48°29′Ø / 8.400°N 48.483°Ø